# Lythrum junceum
La salicaria menor (Lythrum junceum) es una especie de la familia Lythraceae.

## Descripción
Hierba normalmente perenne, glabra, de 20-70 cm de alto. Tallo cuadrangular, ramificado en la base, tendido hasta ascendente. Hojas por lo general alternas, sésiles, las inferiores oblongo-ovaladas, de hasta 2 cm de largo y 1 cm de ancho, las superiores se estrechan progresivamente o lineares. Flores solitarias en las axilas de las hojas superiores, más o menos sésiles. 6 dientes anchos triangulares, de 1 mm de largo y 6 dientes finos intermedios situados en un receptáculo axial tubular, la base con manchas rojas. 6 pétalos violeta púrpura intermedios, raramente blancos, de 5-7 mm de largo. 12 estambres de diferentes longitudes, algunos sobresaliendo. 3 tipos de flores con distintas longitudes de estilo. Ovario súpero, que se convierte en una cápsula bilocular. Florece en primavera y verano.

## Distribución y hábitat
En el suroeste de Europa y el Mediterráneo. Hábitats húmedos, márgenes de los ríos y prados húmedos.

## Citología
Número de cromosomas de Lythrum junceum (Fam. Lythraceae) y táxones infraespecíficos
Lythrum acutangulum Lag.
n=5.

## Sinonimia
- Lythrum acutangulum  auct.
- Lythrum flexuosum auct.
- Lythrum graefferi f. album P.Silva
- Lythrum graefferi Ten.
- Lythrum meonanthum Steud.[3]
- Lythrum gussonei C.Presl in J.Presl & C.Presl [1822, Delic. Prag. : 55]

## Nombres comunes
- Castellano: vara florida española, vara florida portuguesa.[3]